# Mission multidimensionnelle intégrée des Nations unies pour la stabilisation au Mali

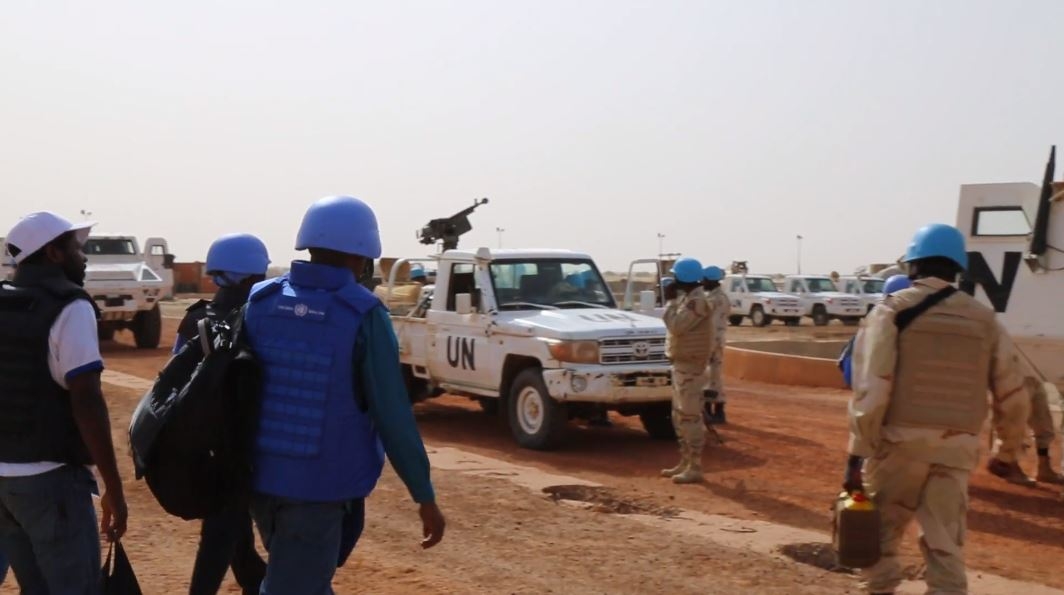
Une mission de Casques bleus au Mali.

La mission multidimensionnelle intégrée des Nations unies pour la stabilisation au Mali (MINUSMA) est une opération de maintien de la paix des Nations unies au Mali,. Elle intervient dans le cadre de la guerre du Mali et est la composante principale de l'intervention militaire au Mali.

## Historique
La MINUSMA a été créée le 25 avril 2013 par la résolution 2100 du Conseil de sécurité des Nations unies. Elle prend le relais de la Mission internationale de soutien au Mali sous conduite africaine (MISMA) à partir du 1er juillet 2013.
Le 25 juin 2014, le Conseil de sécurité des Nations unies prolonge jusqu'au 30 juin 2015, le mandat de la mission de l'ONU au Mali (Minusma) en lui assignant comme priorités de faciliter un règlement politique et d'étendre sa présence dans le nord du pays.
Le 30 juin 2015, le Conseil de sécurité des Nations unies prolonge jusqu'au 30 juin 2016, le mandat de la mission de l'ONU au Mali (Minusma) en lui assignant comme priorité de soutenir la mise en œuvre de l’accord de paix signé le 20 juin, à la fois sur le plan politique et sécuritaire, grâce aux dix mille casques bleus déployés au Mali.
Le 29 juin 2016, le Conseil de sécurité des Nations unies prolonge jusqu'au 30 juin 2017, le mandat de la mission de l'ONU au Mali (Minusma) en lui assignant comme priorité stratégique d'aider le gouvernement malien à appliquer l'accord de paix conclu il y a un an avec des groupes armés du Nord, à rétablir son autorité sur le nord et le centre du pays, et à organiser des élections crédibles.
Le 29 juin 2017, le Conseil de sécurité des Nations unies prolonge jusqu'au 30 juin 2018, le mandat de la mission de l'ONU au Mali (Minusma).
Le 28 juin 2018, le Conseil de sécurité a approuvé à l'unanimité la résolution 2423 (nl), renouvelant le mandat de la MINUSMA jusqu'au 30 juin 2019.
Le 28 juin 2019, le Conseil de sécurité a approuvé à l'unanimité la résolution 2480, reconduisant le mandat de la MINUSMA pour une année supplémentaire.
Dans sa résolution 2584 (2021), le Conseil de sécurité a prorogé jusqu’au 30 juin 2022 le mandat de la Mission multidimensionnelle intégrée des Nations unies pour la stabilisation au Mali (MINUSMA). Son rôle est critiqué par les nouvelles autorités militaires issues du coup d'État de 2021.
En juin 2022, le mandat de la mission onusienne est prorogé pour une année supplémentaire.
Le 16 juin 2023, le ministre malien des Affaires étrangères, Abdoulaye Diop, demande devant le Conseil de sécurité des Nations unies le « retrait sans délai » de la mission des Nations unies dans son pays,,. La demande est formulée un mois après la publication d'un rapport du Haut-Commissariat des Nations unies aux droits de l'homme ayant accusé les Forces armées maliennes d'être responsables du massacre de Moura en 2022. Le 30 juin, le Conseil de sécurité vote à l'unanimité la fin de la MINUSMA. Le retrait des casques bleus débute le 1er juillet et doit se poursuivre jusqu'au 31 décembre,,. Le budget de la MINUSMA est de 1,2 milliard de dollars par an.
Le 15 novembre 2024, la MINUSMA quitte définitivement le pays, en fermant sa dernière base militaire sur le sol malien,.

## Mandat
La MINUSMA est autorisée à prendre toutes les mesures requises pour s'acquitter du mandat suivant, :
- stabilisation de la situation dans les principales agglomérations et contribution au rétablissement de l’autorité de l’État dans tout le pays ;
- contribution à l’application de la feuille de route pour la transition, y compris le dialogue national et le processus électoral ;
- protection des civils et du personnel des Nations unies ;
- promotion et défense des droits de l’homme ;
- soutien de l’action humanitaire ;
- appui à la sauvegarde du patrimoine culturel ;
- action en faveur de la justice nationale et internationale.

## Composition

### Effectifs

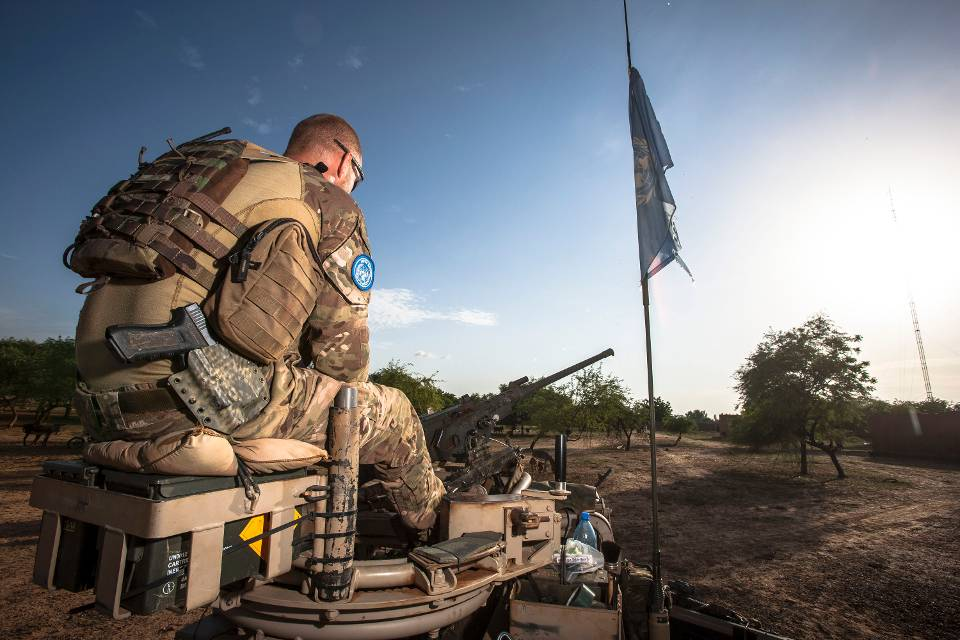
Soldat néerlandais de la MINUSMA au Mali, le 11 septembre 2014.

Le déploiement maximal de la MINUSMA autorisé par l'ONU est de 12 640 personnels, dont 11 200 soldats,.
En juillet 2013, les troupes sont composées d'éléments issus principalement de l'armée tchadienne (environ 2 000 hommes), de l'armée nigériane (environ 1 200 hommes), de l'armée nigérienne (environ 675 hommes), de l'armée béninoise (environ 650 hommes), de l'armée burkinabé (environ 500 hommes, voir la liste des unités déployées), de l'armée togolaise (environ 500 hommes), et de l'armée sénégalaise (environ 500 hommes) qui vont sécuriser diverses villes clés du pays.
Au 31 janvier 2013, la mission engage 6 010 personnels (5 201 militaires et 809 policiers provenant de trente pays). Son budget approuvé, sur la période du 1er juillet au 31 décembre 2013, est de 366 774 500 dollars:
- Tchad (1 252, dont 1 242 militaires)
- Togo (1 091, dont 939 militaires)
- Niger (862, dont 859)
- Sénégal (796, dont 510 militaires et 280 policiers d'unités constituées)
- Burkina Faso (680, dont 670 militaires)
- Bénin (309, dont 305 militaires)
- Nigeria (261, dont 115 militaires et 140 policiers d'unités constituées)
- Bangladesh (182)
- Guinée (152)
- Côte d'Ivoire (133)
- Ghana (128)
- Tunisie (75)
- Allemagne (60)
- Liberia (48)
- France (17, 13 militaires et 4 policiers), ne sont pas compris dans les 3 200 militaires de l'opération Serval, ni les 5 000 militaires de l'opération Barkhane
- Suède (6), États-Unis (6)
- Sierra Leone (5)
- Mauritanie (4), Viêt Nam (2), Seychelles (1)
- Burundi (2), Cambodge (2), Cameroun (2), Jordanie (2), Royaume-Uni (2)
- Belgique (1), Chili (1), Égypte (1), Finlande (1), Italie (1), Rwanda (1).
- Canada (280)

En octobre 2013, la MINUSMA compte six mille trois cents hommes sur douze mille prévus à la fin de l'année. Le 16 octobre, Bert Koenders, représentant spécial, réclame le déploiement « de façon urgente, de nouveaux moyens de transport, des hélicoptères et des bataillons supplémentaires sur le terrain ».
Mais en janvier 2014, les forces de la MINUSMA au Mali ne sont plus que de 5 539 hommes. Seuls la Chine et les Pays-Bas envoient des renforts avec respectivement 395 et 380 militaires avec 4 hélicoptères de combat AH-64 Apache. En février, le Cambodge envoie un contingent de 309 hommes,.
Au 1er septembre 2014, les effectifs de la MINUSMA au Mali sont de 9 300 militaires et policiers, dont 1 211 Tchadiens et 868 Nigériens.
Les effectifs déployés au 31 octobre 2014 sont de 10 375 personnes au total réparti ainsi :
- 9 321 membres du personnel en uniforme, dont
  - 8 311 militaires
  - 1 010 policiers
- 943 membres du personnel civil, dont 
  - 504 membres du personnel civil international
  - 439 membres du personnel civil local
- 111 volontaires des Nations unies

La Suède déploie de son côté 250 soldats en février 2015,.
D'octobre 2015 à octobre 2016, l'Indonésie a détaché 3 hélicoptères Mil Mi-17 et cent quarante hommes et femmes de son armée pour assurer des opérations de transport et de reconnaissance à Tombouctou.
Le 3 mai, l'armée ivoirienne annonce le déploiement pour la première fois d'une unité combattante de cent cinquante hommes.
Le 30 juin 2017, 639 soldats allemands sont déployés à Gao avec des drones et des hélicoptères. Au 1er, près d'un millier de militaires allemands sont présents au Mali.
Le 18 juin 2018, environ 280 soldats canadiens sont arrives à Gao. Le personnel est membre d'une force opérationnelle aérienne qui comprend cinq griffons CH-146 et de trois Chinook CH-47F.
Le 1er février 2019, 75 soldats tunisiens sont déployés avec un avion de transport tactique C-130J Super Hercules.
Au 31 mars 2019, les effectifs de la mission étaient de 16 453 personnes, dont 12 644 militaires, 1 734 policiers, 454 officiers d'État Major, 1 421 civils, 39 experts spéciaux et 161 volontaires.
Voici les dix principaux pays qui contribuent à l'effectif du contingent militaire :
- Burkina Faso : 1 718 militaires
- Tchad : 1 451 militaires
- Bangladesh : 1 413 militaires,
- Sénégal : 1 278 militaires
- Égypte : 1 078 militaires
- Togo : 937 militaires
- Niger : 874 militaires
- Guinée : 867 militaires
- Allemagne : 408 militaires
- Chine : 403 militaires

Les militaires sont déployés sur 13 sites : secteur Nord (Kidal, Tessalit, Aguelhoc) ; secteur Sud (Bamako) ; secteur Est (Gao, Ménaka, Ansongo) ; secteur Ouest (Tombouctou, Ber, Diabaly, Goundam)  , secteur Centre (Mopti-Sévaré, Douentza).

### Commandant
Le Commandant de la Force de la MINUSMA, Cornelis Johannes Matthijssen, général de corps d’armée des Pays-Bas, a été nommé par le Secrétaire général des Nations unies António Guterres, le 16 novembre 2021, et a officiellement pris ses fonctions le 14 janvier 2022. Il succède au général suédois Dennis Gyllensporre qui officiait à ce poste depuis 2018.

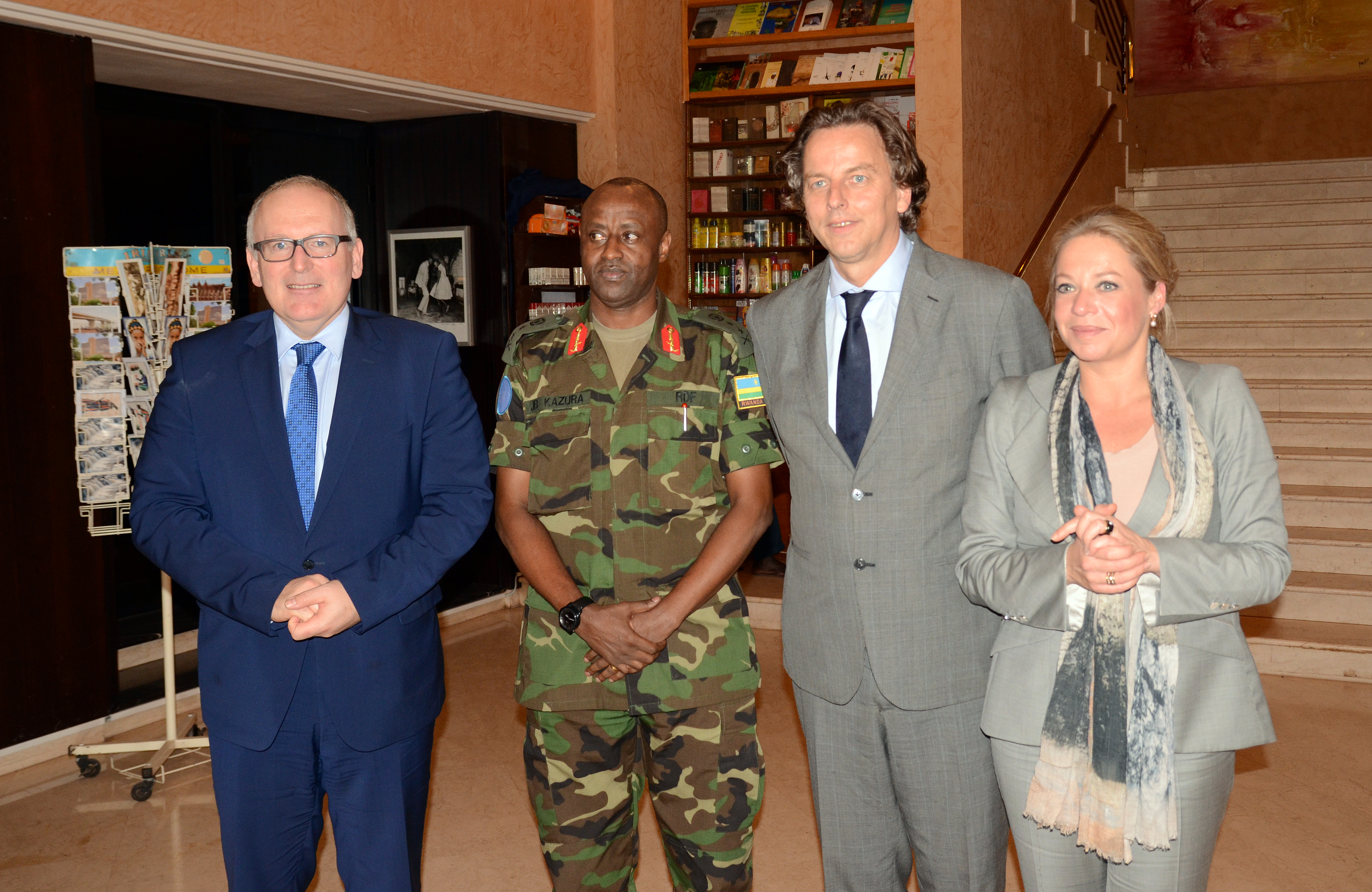
De gauche à droite : Frans Timmermans ; ministre des Affaires étrangères des Pays-Bas, le général Jean Bosco Kazura ; commandant des forces militaires de la MINUSMA, Bert Koenders ; chef de la MINUSMA et Jeanine Hennis-Plasschaert, ministre de la Défense des Pays-Bas. Le 28 novembre 2013, à Bamako.

Le premier représentant spécial et chef de la MINUSMA est le Néerlandais Bert Koenders, lequel est nommé ministre des Affaires étrangères des Pays-Bas en octobre 2014. Le 12 décembre 2014, le Tunisien Mongi Hamdi est choisi pour lui succéder. Il prend ses fonctions officiellement le 22 janvier 2015. Il est remplacé le 14 janvier 2016 par Mahamat Saleh Annadif, ancien ministre tchadien des Affaires étrangères,.
Le poste de représentant spécial adjoint du secrétaire général, coordonnateur résident des Nations unies, coordonnateur humanitaire et représentant résident du Programme des Nations unies pour le développement (PNUD), est tenu par l'Américain David Gressly (en).
Le général rwandais Jean Bosco Kazura est choisi comme commandant des forces militaires de la MINUSMA. Bilingue français-anglais, il a déjà participé à des missions de maintien de la paix,. Son pays, le Rwanda, est membre du Conseil de sécurité du 1er janvier 2013 au 31 décembre 2014. Il quitte le commandement le 5 décembre 2014.
Le candidat tchadien, le général Oumar Bikimo, qui avait commandé la MICOPAX puis les forces armées tchadiennes d'intervention au Mali (FATIM), est son adjoint. Il assure l'intérim au départ du général Kazura.
Le major-général danois Michael Lollesgaard (de) prend ses fonctions à la tête de la force de la MINUSMA le 1er avril 2015. Le 11 avril 2017, le général belge Jean-Paul Deconinck (en) lui succède. Le 30 août 2018, c'est le général de corps d’armée Dennis Gyllensporre (de), de Suède, qui est nommé.
Un Français, le général de brigade Christian Thiébault, ancien chef de corps du 4e Régiment étranger, est nommé chef d'état-major de la MINUSMA en juillet 2014. Le général de brigade Hervé Gomart lui succède en juillet 2015. Le général de division Michael Lollesgaard, du Danemark lui succède en 2016, suivi par le général de division belge Jean-Paul Deconinck en mars 2017. Le Général de brigade François-Marie Gougeon est le nouveau chef de l’état-major à compter du 27 juin 2019.
Le 28 février 2023, la composition de l’encadrement de la mission est la suivante :
- représentant spécial du secrétaire général des Nations unies au Mali et chef de la Minusma : M. El-Ghassime Wane ( Mauritanie)[54] ;
- représentante spéciale adjointe, chargée des affaires politiques au sein de la Minusma : Mme Daniela Kroslak ( Allemagne)[55] ;
- représentant spécial adjoint, coordonnateur humanitaire, coordonnateur résident du système des Nations unies au Mali : M. Alain Noudehou ( Bénin)[56] ;
- commandant de la Force des Nations unies au Mali : général de division Mamadou Gaye ( Sénégal)[57] ;
- commissaire de la police des Nations unies au Mali : générale de division Bettina Patricia Boughani ( France)[58].

## Pertes

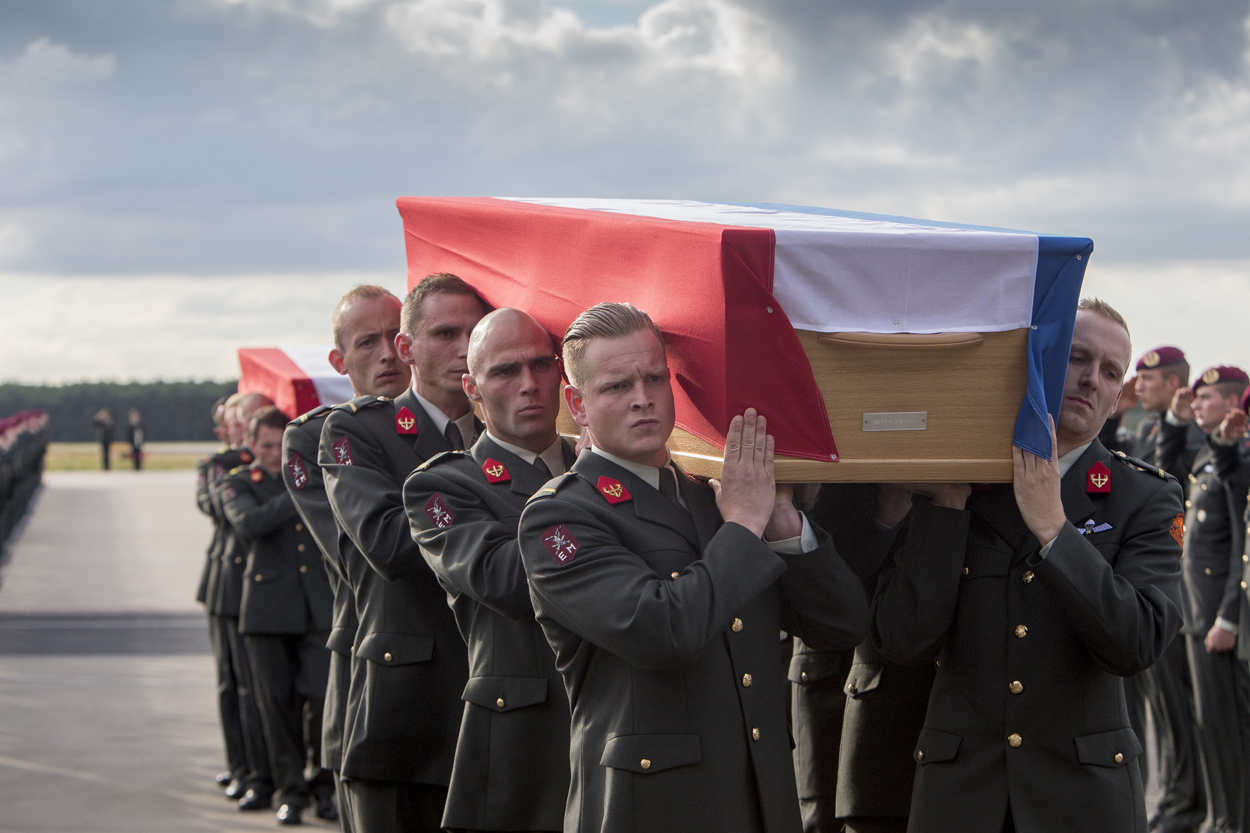
Cérémonie en hommage à deux casques bleus néerlandais, tués accidentellement à Kidal le 7 juillet 2016.

Au total, la MINUSMA déplore la mort de 311 casques bleus entre 2013 et 2023. Les pertes par nationalités sont les suivantes :
- Allemagne : 2 morts[60]
- Bangladesh : 18 morts[60]
- Burkina Faso : 27 morts[60]
- Burundi : 2 morts[60]
- Bénin : 4 morts[60]
- Cambodge : 6 morts[60]
- Cameroun : 1 mort[60]
- Chine : 1 mort[60]
- Côte d'Ivoire : 8 morts[60]
- Égypte : 17 morts[60]
- Espagne : 1 mort[60]
- États-Unis : 1 mort[60]
- Éthiopie : 1 mort[60]
- France : 2 morts[60]
- Gambie : 1 mort[60]
- Guinée : 27 morts[60]
- Haïti : 1 mort[60]
- Jordanie : 4 morts[60]
- Liberia : 1 mort[60]
- Mali : 17 morts[60]
- Niger : 25 morts[60]
- Nigeria : 7 morts[60]
- Pays-Bas : 5 morts[60]
- Philippines : 1 mort[60]
- Salvador : 1 mort[60]
- Sénégal : 16 morts[60]
- Sri Lanka : 4 morts[60]
- Serbie : 1 mort[60]
- Tchad : 80 morts[60]
- Togo : 26 morts[60]
- Tunisie : 2 morts[60]
- Zambie : 1 mort[60]

La MINUSMA compte notamment 28 morts et 75 blessés pour l'année 2014 et 27 morts pour l'année 2016.
- Le 23 octobre 2013, cinq casques bleus tchadiens sont tués lors de l'attentat de Tessalit[63],[64].
- Le 14 décembre, deux casques bleus sénégalais sont tués par un attentat-suicide à Kidal[65],[64].
- Le 20 janvier 2014, six soldats tchadiens sont blessés par l'explosion d'une mine près de Kidal[66].
- Le 16 mars, un soldat tchadien est grièvement blessé par une mine à Tessalit[66].
- Le 25 avril, un soldat guinéen est blessé par une mine près de Kidal[66].
- Le 13 mai, trois soldats sénégalais sont grièvement blessés près de Kidal[66].
- Le 2 juin, trois sous-traitants maliens travaillant pour la MINUSMA sont blessés par l'explosion d'une mine près d'Aguel'hoc[66].
- Le 10 juin, deux casques bleus cambodgiens décèdent d'un empoisonnement alimentaire après avoir mangé de la nourriture avariée[27].
- Le 11 juin, quatre soldats tchadiens sont tués lors de l'attentat d'Aguel'hoc[67],[64].
- Le 30 juin, un casque bleu burkinakè est tué et six autres blessés par l'explosion d'une mine entre Goundam et Tombouctou[68],[64].
- Le 18 juillet, un soldat cambodgien est grièvement blessé près de Kidal[66].
- Le 2 août, un soldat tchadien est tué par une mine[64].
- Le 9 août, trois soldats tchadiens sont blessés par une mine près d'Aguel'hoc[66].
- Le 16 août, deux soldats burkinabè sont tués et quatre autres blessés à Ber, par l'explosion d'un pick-up conduit par deux kamikazes[69],[64].
- Le 1er septembre, quatre sous-traitants maliens travaillant pour la MINUSMA sont blessés par l'explosion d'une mine près d'Aguel'hoc[66].
- Le 2 septembre, quatre soldats tchadiens sont tués et 15 autres blessés à une trentaine de kilomètres au nord de Kidal par l'explosion d'une mine[70],[64].
- Le 14 septembre, un véhicule saute sur une mine près d'Aguel'hoc, un soldat tchadien est tué et quatre autres sont blessés[71],[72],[64].
- Le 18 septembre, cinq soldats tchadiens sont tués et trois blessés par un engin explosif entre Aguel'hoc et Tessalit[73],[64].
- Le 3 octobre, neuf casques bleus nigériens sont tués dans une embuscade tendue par deux djihadistes équipés de lance-roquettes RPG-7 près d'Idelimane, entre Ansongo et Ménaka[74],[64].

- Le 7 octobre, un casque bleu sénégalais est tué et un autre blessé à Kidal par des tirs de roquettes contre la caserne de la MINUSMA[75],[64].
- Le 18 décembre, un casque bleu tchadien est tué et par une mine près d'Aguel'hoc[76].
- Le 4 janvier 2015, un véhicule de la MINUSMA saute sur une mine entre Ansongo et Ménaka, six soldats nigériens sont blessés, dont trois gravement[77]. Cette attaque est revendiquée par al-Mourabitoune[78].
- Le 9 janvier, sept soldats sénégalais sont blessés par un engin explosif à Kidal, près de l'aéroport[79].
- Le 17 janvier, un soldat tchadien tué et un autre blessé dans une attaque à Kidal[80],[81].
- Le 27 janvier, un soldat nigérien est tué par une mine[64].
- Le 7 mars, deux militaires suisses spécialistes en déminage sont blessés lors de l'attentat de Bamako du 7 mars 2015[82].
- Le 8 mars, un soldat tchadien tué et huit blessés par des tirs de roquettes sur la caserne de Kidal[83],[64].
- Le 17 mars, un hélicoptère Apache néerlandais s'écrase accidentellement au nord de Gao, les deux pilotes sont tués[84],[85].

- Le 15 avril, à Ansongo, l'explosion d'un véhicule piégé conduit par un kamikaze blesse neuf casques bleus nigériens, dont deux sérieusement, tue trois civils et en blesse sept autres[86].
- Le 17 avril, à une vingtaine de kilomètres de Gao, un convoi de la MINUSMA est arrêté par deux djihadistes à motos, deux chauffeurs civils sont exécutés sommairement, les autres parviennent à s'enfuir, l'un d'eux est blessé[87].
- Le 20 avril, un autre chauffeur d'un nouveau convoi civil est assassiné près de Gao[88].
- Le 26 mai, pour la première fois à Bamako la MINUSMA est la cible d'une attaque meurtrière ; des hommes armés ouvrent le feu sur des casques bleus bangladais, l'un d'eux est tué, un autre blessé[89],[90],[91]. L'attaque est revendiquée en juillet par Ansar Dine[92]
- Le 2 juillet, six casques bleus du Burkina Faso sont tués et cinq blessés dans une embuscade tendue par AQMI entre Goundam et Tombouctou[93].
- Le 28 novembre, le camp de la MINUSMA à Kidal est frappé par des tirs de mortiers, deux casques bleus guinéens sont tués, ainsi qu'un civil contractuel, et 14  à   20 personnes blessées[94],[95].
- Le 12 février 2016, une pluie de roquettes s'abat sur le camp de la MINUSMA à Kidal et un véhicule kamikaze se fait exploser, six soldats guinéens sont tués et environ 30 autres casques bleus sont blessés, l'attaque est revendiquée par Ansar Dine[96]
- Le 25 février, à Kidal, un soldat tchadien ouvre le feu et tue un commandant et un médecin militaire après avoir essuyé une remontrance de ces derniers pour cause d'ivresse[97],[98].
- Le 12 mars, à Tessalit, un soldat tchadien tue deux de ses officiers et en blesse un autre après une dispute portant sur les salaires[98],[99],[100].
- Le 15 mai, à Bamako, deux casques bleus sont tués et quatre blessés par une tornade[101].
- Le 18 mai, près d'Aguel'hoc, six casques bleus tchadiens sont tués (cinq le jour même puis un succombant à ses blessures) et trois blessés dans une embuscade[102],[103].
- Le 29 mai, cinq casques bleus togolais sont tués, et un autre grièvement blessé, dans une embuscade entre Ténenkou et Sévaré[104],[105],[106].
- Dans la nuit du 31 mai au 1er juin 2016, une attaque menée par la katiba Al-Mourabitoune d'AQMI vise le camp de la MINUSMA à Gao et le service de lutte antimines à Gao, un casque bleu chinois et un employé contractuel français sont tués, tandis que 11 travailleurs civils de la MINUSMA, quatre casques bleus chinois et deux gardes de sécurité maliens sont blessés[107],[108],[109],[110].
- Le 7 juillet, à Kidal, deux casques bleus néerlandais sont tués et un blessé par l'explosion accidentelle d'un mortier au cours d'un exercice[111].
- Le 7 août, un véhicule tchadien saute sur une mine entre Aguel'hoc et Anéfis, un casque bleu est tué et quatre autres blessés[112].
- Le 3 octobre, deux casques bleus tchadiens sont tués et plusieurs autres blessés dont 4 grièvement par des tirs de mortier contre leur camp à Aguel'hoc[113],[114].
- Le 6 novembre, un casque bleu togolais et tué et sept autres soldats sont blessés dans une embuscade à Bambara Maoudé[115].
- Le 23 janvier 2017, un casque bleu tchadien est tué et deux blessés à Aguel'hoc par des tirs de mortier[116],[117].
- Le 3 mars, un officier de police burkinabé se suicide dans son bureau, à Gao[118].
- Le 3 mai, six obus sont tirés contre un camp militaire à Tombouctou, un casque bleu libérien est tué et neuf autres — principalement libériens et suédois — sont blessés, dont quatre grièvement[119],[120],[121].
- Le 23 mai, deux casques bleus tchadiens sont tués dans une embuscade lors d'une patrouille près d'Aguel'hoc[122],[123].
- Le 8 juin, la caserne de Kidal est visée par des tirs de roquettes, les casques bleus font une sortie mais tombent dans une embuscade à trois kilomètres du camp. Quatre soldats guinéens sont tués et huit blessés. L'attaque est revendiquée par le Groupe de soutien à l'islam et aux musulmans[124],[125],[126],[127].
- Le 26 juillet, un hélicoptère Tigre s'écrase accidentellement près de Tabankort, au nord de Gao, entraînant la mort des deux casques bleus allemands présents à l'intérieur[128].
- Le 14 août, un camp est attaqué à Douentza, un soldat malien et un casque bleu togolais sont tués, ainsi que deux assaillants[129],[130].
- Le 24 septembre, trois casques bleus bangladais sont tués et cinq blessés par l'explosion d'un engin explosif sur la toute entre Gao et Anéfis[131],[132].
- Le 26 octobre, trois casques bleus tchadiens sont tués par des mines près d'Aguel'hoc[133]. Un quatrième succombe à ses blessures le 19 novembre[134].
- Le 24 novembre, deux embuscades sont menées contre la MINUSMA : trois casques bleus nigériens et un soldats maliens sont tués, tandis que 16 casques bleus et un soldat malien sont blessés dans une embuscade à Idelimane, entre Ansongo et Ménaka ; un casque bleu burkinabé est tué et un autre blessé près de Douentza[135],[136].
- Le 15 décembre, quatre attaques sont menées contre la MINUSMA en pleine ville de Kidal ; un casque bleu guinéen est touché et succombe à ses blessures le 18 décembre[137],[138].
- Le 28 février 2018, quatre casques bleus bangladais sont tués par l'explosion d'une mine entre Boni et Douentza[139],[140].
- Le 5 avril, deux casques bleus tchadiens sont tués et dix blessés par des tirs de mortiers contre le camp de la MINUSMA à Kidal[141],[142],[143].
- Le 6 avril, deux hommes armés ouvrent le feu sur un véhicule de la MINUSMA à Gao et tuent un casque bleu nigérien[144],[145].
- Le 14 avril, un casque bleu burkinabé est tué lors d'une attaque du Groupe de soutien à l'islam et aux musulmans contre le quartier général de la MINUSMA, à Tombouctou[146]. Une quinzaine d'assaillants sont tués[147].
- Le 27 octobre, deux casques bleus burkinabés sont tués et cinq blessés dans une attaque à Ber[148].
- Le 20 janvier 2019, dix casques bleus tchadiens sont tués dans une attaque à Aguel'hoc[149].
- Le 25 janvier, deux casques bleus sri-lankais sont tués par l'explosion d'une mine près de Douentza[150].
- Le 22 février, trois casques bleus guinéens en permission sont tués et un autre blessé par des bandits lors d'une tentative de braquage sur la route de Bamako à la Guinée[151].
- Le 20 avril, un casque bleu égyptien est tué et quatre autres blessés par un engin explosif improvisé entre Douentza et Boni. L'attaque est suivi d'un accrochage au cours duquel un assaillant est tué et huit faits prisonniers selon la MINUSMA[152],[153].
- Le 18 mai, un casque bleu nigérian est tué et un autre blessé à Tombouctou et trois casques bleus tchadiens sont blessés par un engin explosif près de Tessalit[154].
- Le 6 octobre, près d'Aguel'hoc, un casque bleu est tué et quatre autres sont blessés par une mine[155]. Le même jour, à Bandiagara, un casque bleu togolais est blessé dans une attaque commise par des hommes armés et succombe le 28 octobre[155],[156].
- Le 10 mai 2020, trois casques bleus tchadiens sont tués par l'explosion d'une mine à Aguel'hoc[157] et quatre autres sont blessés.
- Le 13 juin, deux casques bleus sont tués dans l'attaque d'un convoi logistique entre Gao et Tessalit[158].
- Le 13 janvier 2021, quatre casques bleus ivoiriens sont tués et cinq blessés par l'explosion d'une mine entre Tombouctou et Douentza[159].
- Le 10 février 2021, une vingtaine de casques bleus sont blessés par une attaque au mortier et à l'arme automatique contre la base temporaire de Kéréna, près de Douentza[160].
- Le 8 décembre 2021, 7 casques bleus togolais sont tués et trois autres blessés grièvement par un engin explosif près de Bandiagara[161].
- Le 7 mars 2022, deux casques bleus égyptiens sont tués et quatre blessés par un engin explosif au nord de Mopti[162].
- Le 17 octobre 2022, quatre casques bleus tchadiens sont tués ou mortellement blessés par un engin explosif près de Tessalit[163].
- Le 21 février 2023, trois casques bleus sénégalais sont tués par un engin explosif improvisé entre Ogossagou et Sévaré[164].
- Le 9 juin 2023, une attaque du GSIM à l'ouest de Ber tue deux casques burkinabés et en blesse sept autres[165].